# واتوپولا
واتوپولا (به لاتین: Watupola) یک منطقهٔ مسکونی در سری‌لانکا است که در استان مرکزی (سری‌لانکا) واقع شده‌است.